# Litwa na Zimowych Igrzyskach Olimpijskich 1992
Litwę na Zimowych Igrzyskach Olimpijskich 1992 w Albertville reprezentowało 6 zawodników: 3 mężczyzn i 3 kobiety. Najmłodszym olimpijczykiem był narciarz Ričardas Panavas (19 lat 315 dni), a najstarszym biathlonistka Kazimiera Strolienė (31 lat 269 dni).
Był to drugi start reprezentacji Litwy na zimowych igrzyskach olimpijskich.

## Biathlon
Mężczyźni
| Konkurencja     | Zawodnik           | Czas       | Miejsce |
| --------------- | ------------------ | ---------- | ------- |
| Sprint na 10 km | Gintaras Jasinskas | 29:44,30   | 64.     |
| Bieg na 20 km   | Gintaras Jasinskas | 1-00:17,90 | 19.     |

Kobiety
| Konkurencja      | Zawodnik            | Czas     | Miejsce |
| ---------------- | ------------------- | -------- | ------- |
| Sprint na 7,5 km | Kazimiera Strolienė | 27:16,70 | 27.     |
| Bieg na 15 km    | Kazimiera Strolienė | 57:20,00 | 28.     |

## Biegi narciarskie
Mężczyźni
| Konkurencja                      | Zawodnik         | Czas       | Miejsce |
| -------------------------------- | ---------------- | ---------- | ------- |
| Bieg na 10 km techniką klasyczną | Ričardas Panavas | 31:48,40   | 54.     |
| Bieg pościgowy na 25 km          | Ričardas Panavas | 1-30:38,00 | 41.     |
| Bieg na 30 km techniką klasyczną | Ričardas Panavas | 44:54,50   | 50.     |

Kobiety
| Konkurencja                      | Zawodnik      | Czas       | Miejsce |
| -------------------------------- | ------------- | ---------- | ------- |
| Bieg na 5 km techniką klasyczną  | Vida Vencienė | 15:08,70   | 19.     |
| Bieg na 15 km techniką klasyczną | Vida Vencienė | 45:12,90   | 11.     |
| Bieg na 30 km techniką klasyczną | Vida Vencienė | 1-59:45,40 | 16.     |
| Bieg pościgowy na 15 km          | Vida Vencienė | 29:19,10   | 28.     |

## Łyżwiarstwo figurowe
| Konkurencja   | Zawodnik                            | Punkty | Miejsce |
| ------------- | ----------------------------------- | ------ | ------- |
| Pary taneczne | Margarita Drobiazko Povilas Vanagas | 33,00  | 16.     |